# 3247 Ді Мартіно
3247 Ді Мартіно (3247 Di Martino) — астероїд головного поясу, відкритий 30 грудня 1981 року.
Тіссеранів параметр щодо Юпітера — 3,527.